# Alessandro Birindelli
Alessandro Birindelli (Pisa, 12 november 1974) is een  voormalig voetballer (verdediger) uit Italië, die in 2010 zijn loopbaan beëindigde bij de Italiaanse derdeklasser AS Pescina Valle del Giovenco.
Voordien speelde hij voor Empoli FC, Juventus FC en Pisa Calcio. Met Juventus werd hij driemaal landskampioen (1998, 2002, 2003), won hij driemaal de Supercoppa (1997, 2002, 2003) en eenmaal de Intertoto Cup (1999).
Birindelli speelde tussen 2002 en 2004 zes interlands voor Italië. Hij maakte zijn debuut op 20 november 2002 tegen Turkije.

## Carrière
- Empoli FC (jeugd)
- 1992-1997: Empoli FC
- 1997-2008: Juventus FC
- 2008-2009 : Pisa Calcio
- 2009-2010 : AS Pescina Valle del Giovenco

## Erelijst
Juventus
- Serie A

1998, 2002, 2003